# Miehikkälä
Miehikkälä es un municipio de Finlandia.
Municipios Vecinos: Hamina, Kouvola, Lappeenranta, Luumäki y Virolahti.